# Agger Tange
Koordinaten: 56° 43′ 51,2″ N, 8° 14′ 8,3″ O
Agger Tange ist eine 8,5 Kilometer lange Nehrung im Südwesten der dänischen Insel Vendsyssel-Thy. Die Landzunge liegt zwischen Nordsee und Limfjord und umfasst das Gebiet zwischen dem Dorf Agger und dem Thyborøn-Kanal.

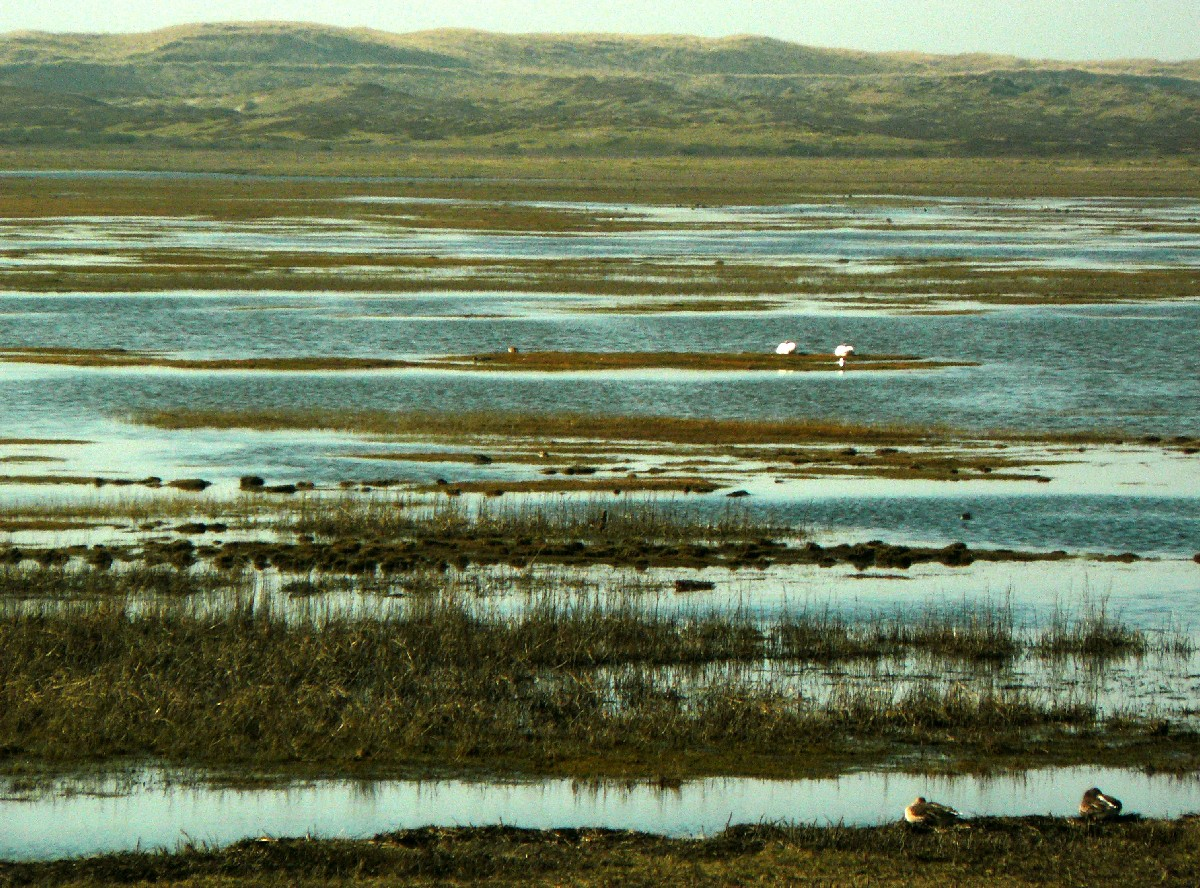
Das Vogelschutzgebiet Agger Tange, im Hintergrund der Dünengürtel zur Nordsee.

Der Großteil von Agger Tange ist Naturschutzgebiet, das zugleich mit den umgebenden Gewässern als geschütztes Feuchtgebiet gemäß der Ramsar-Konvention ausgewiesen ist. Darüber hinaus gehört die Gegend zu den europäischen Vogelschutzgebieten sowie zu den EU-Schutzgebieten im Sinne der Fauna-Flora-Habitat-Richtlinie.
Parallel zur westlich gelegenen Nordsee verlaufen Küstendünen, während sich auf der dem Limfjord zugewandten Seite im Osten Strandwiesen befinden. Die Südspitze von Agger Tange, Svanholm, wächst durch stetige Sandablagerungen in südliche Richtung. Durch die Küstenerosion verliert die Landzunge nach Westen bis zu neun Meter Land jährlich. Sandvorspülungen sowie 29 Buhnen im Abstand von jeweils 400 Metern sollen diesen Prozess verlangsamen. Die längste Buhne befindet sich unmittelbar an der Einfahrt in den Thyborøn-Kanal und ist über 800 Meter lang.

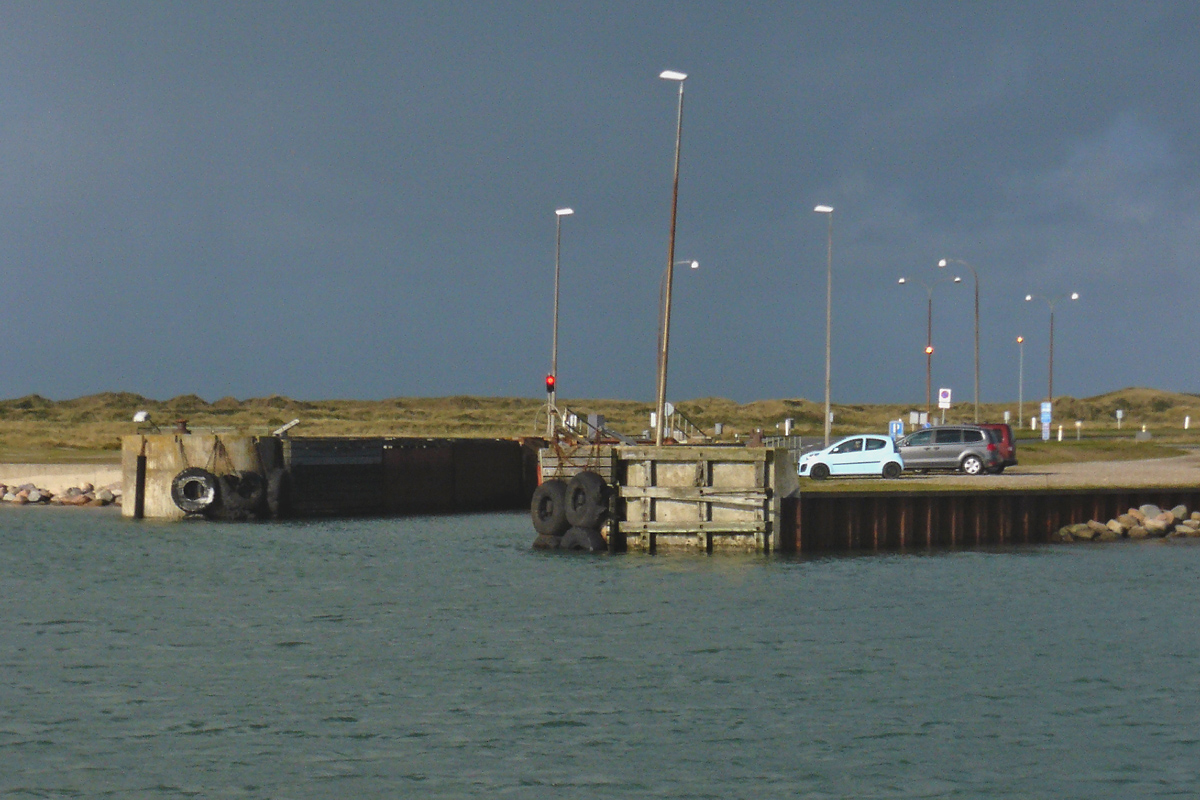
Anleger der Fähre Agger Tange - Thyborøn (vom Wasser aus)

Vom Ort Agger am Fuß der Agger Tange zur Spitze der Landzunge führt die etwa 9 Kilometer lange, schnurgerade Landstraße  Sekundærrute 181, die zugleich Teil der North Sea Cycle Route ist. Sie endet an einem Fähranleger, die Fähre verbindet Agger Tange mit Thyborøn auf der gegenüberliegenden Landzunge Harboøre Tange.

## Durchbrüche nach Sturmfluten

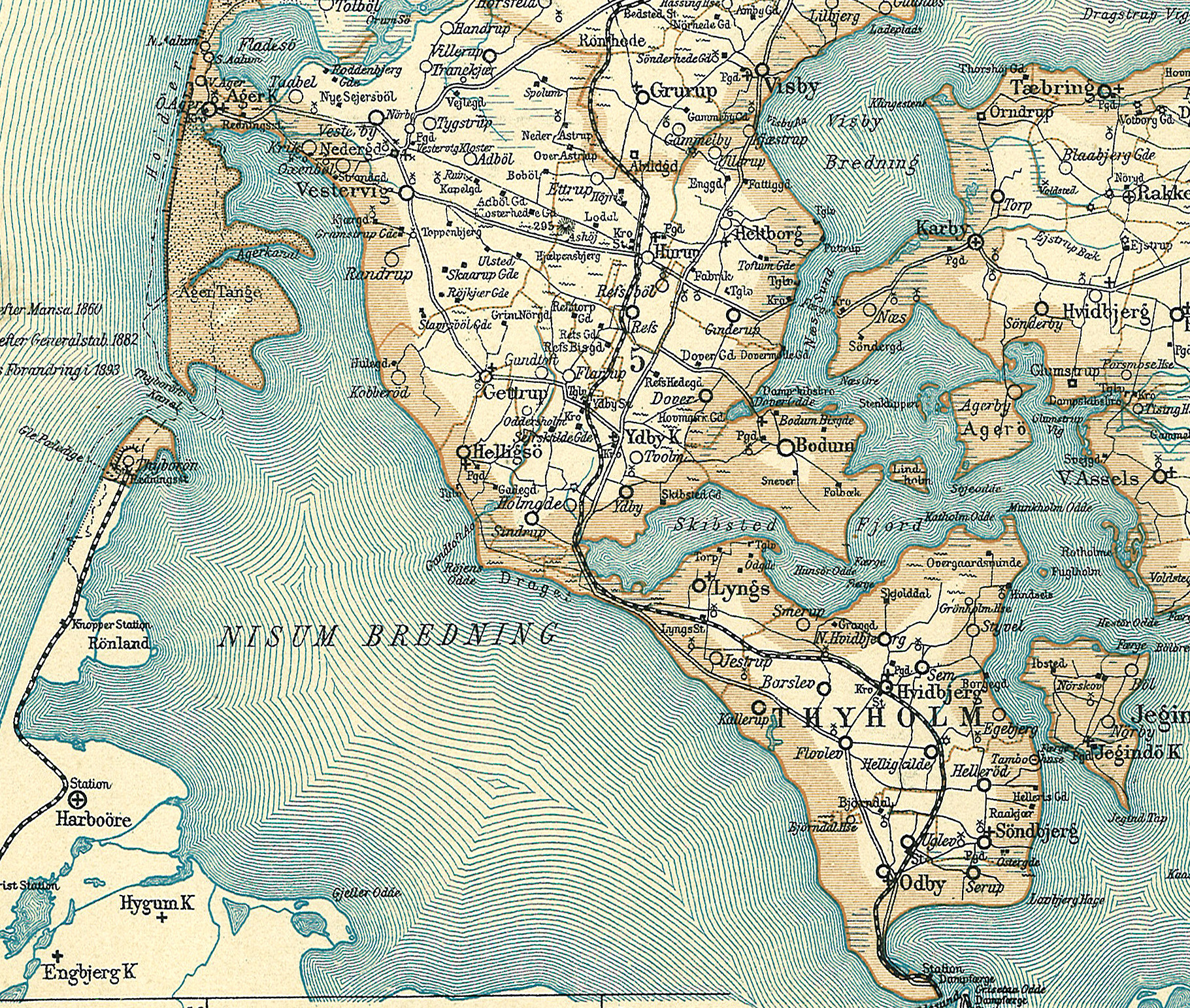
Historische Karte vom westlichen Abschnitt des Limfjords (um 1900)

Bereits in der Wikingerzeit durchbrach die Nordsee mehrmals die schmale Landbrücke zwischen Thy und dem nördlichen Jütland und machte den Limfjord zeitweise seewärts schiffbar. Beispielsweise konnte Knut der Große im Jahr 1027 auf dem Weg von England nach Dänemark die Agger Tange passieren. Diese Durchbrüche versandeten alsbald und rissen Jahrzehnte später wieder auf – Durchbrüche sind belegt für die Jahre 1560, 1572, 1586, 1624, 1656, 1685, 1825 und 1862.

### Aggerkanal
Während der Sturmflut vom 3. Februar 1825 entstand der Aggerkanal, der drei Kilometer nördlich des heutigen Thyborøn-Kanals lag. Die Strömung zwischen der Nordsee und dem Limfjord war so stark, dass der Kanal im Jahr 1849 eine Breite von 440 Metern erreichte. Im Jahr 1834, neun Jahre nach der Katastrophe, durchfuhren die ersten Schiffe den Kanal. Der Durchbruch der Nordsee führte im westlichen Limfjord zu einem kräftigen Aufschwung für den Handel und markanten Wachstum für die Städte. So passierten im Jahr 1855 bereits 1800 Schiffe den Kanal, der danach allerdings allmählich wieder versandete. Nach einer Sturmflut im Jahr 1862, bei der der Thyborøn-Kanal entstand, wurde die Schifffahrt durch den Aggerkanal Mitte der 1860er Jahre aufgegeben, 1875 folgte die Sperrung. Seine Funktion übernahm der Thyborøn-Kanal, der seitdem durch Küstenschutzmaßnahmen offen gehalten wird. Reste des Aggerkanals sind noch immer im Osten von Agger Tange sichtbar.